# Otto Rudolfowitsch Lazis
Otto Rudolfowitsch Lazis (russisch Отто Рудольфович Лацис; lettisch Otto Lācis; geboren am 22. Juni 1934 in Moskau; † 3. November 2005 in ebenda) war ein sowjetischer Journalist lettischer Abstammung und in den Jahren von 1990 bis 1991 Mitglied des Zentralkomitees der KPdSU.

## Leben
Lazis wuchs in einer lettischen Familie auf. Nach Graduierung an der journalistischen Fakultät MGU arbeitete er für verschiedene Zeitungen und trat 1959 der KPdSU bei, ehe er Anfang der Sechzigerjahre für die Regierungszeitung Iswestija zu arbeiten begann, wo er jedoch wegen seiner nonkonformen Ansichten häufig aneckte. In den Siebzigerjahren war Lazis in Prag als Redakteur der Zeitschrift Probleme des Friedens und des Sozialismus tätig. Dem schloss sich eine Tätigkeit als Institutsleiter in der Sowjetischen Akademie der Wissenschaften an. Hier war er zuständig für den Fachbereich „Wirtschaft des sozialistischen Weltsystems“. Seit 1987 arbeitete Lazis bei der Parteizeitschrift Kommunist, die zu Zeiten der Perestroika ein wesentliches liberaleres Medium geworden war. Nach Auflösung der Zeitschrift im Jahr 1991 kam er wieder zurück zur Iswestija und fungierte als einer der Berater Boris Jelzins.
Lazis verstarb im November 2005 bei einem Autounfall.